# 胡恒
胡恒（16世紀—1644年），字石帆，承天府景陵縣人，明朝、南明政治人物。

## 生平
胡恒是萬曆四十三年（1615年）舉人，曾任上川南道副使，駐在卭州，與雅州知州王國臣不和。崇禎十七年（1644年）七月，艾能奇攻至，胡恒命令諸生鄢之駱、幕客汪光翰出發調兵來支援，但援軍未到邛州城已被攻破，王國臣抓拿他投降。諸生傅元修六次前往天全，說服招討高躋泰下令高君錫、姜奇峯攻雅州；王國臣逃遁，高君錫迎接胡恒和諸生洪其惠到始陽。不久王國和艾能奇再次攻陷雅州，又攻打在飛仙關的高躋泰。高躋泰害怕他們，打算捉住胡恒及宗室朱奉𮡶、阮士奇投降，而胡恒就和兒子胡之驊戰死，妻子樊氏，妾成氏、馮氏；胡之驊妾侍周氏，僕人京兒、弩來，家婢二人一同赴死，只有之驊的妻子朱氏，幼子胡峨生逃脫。

## 引用
1. 1 2  錢海岳《南明史·卷三十六·列傳第十二》：胡恒，字公占，景陵人。萬曆四十三年舉於鄉。累官上川南副使，駐卭州，與雅州知州王國臣不合。崇禎十七年七月，艾能奇至，恒命諸生鄢之駱、幕客汪光翰出調兵來援，未至而城破，國臣執恒降。
2. ↑  錢海岳《南明史·卷三十六·列傳第十二》：諸生傅元修走天全六番，說招討高躋泰，命高君錫、姜奇峯攻雅。國臣遁，君錫迎恒及諸生洪其惠入始陽。國臣、能奇再破雅，攻躋泰飛仙關。躋泰懼，欲以恒及宗室奉𮡶、阮士奇降。恒與子之驊戰死，妻樊，妾成、馮；之驊妾周，僕京兒、弩來，婢二人從死，惟之驊妻朱，幼子峨生得脫。後武大定欲娶朱，之駱、光翰保全之。之駱入昆陽死。光翰為賈所養，蜀平乃送歸。